# Olbramovice (nádraží)
Olbramovice jsou železniční stanice v západní části městyse Olbramovice v okrese Benešov ve Středočeském kraji nedaleko Konopišťského potoka. Leží na dvoukolejné elektrizované trati Praha – České Budějovice (25 kV, 50 Hz AC) a neelektrizované odbočné trati do Sedlčan. Součástí stanice je rovněž obvod Votice.

## Historie
Železniční stanici dle typizovaného stavebního vzoru vybudovala soukromá společnost Dráha císaře Františka Josefa (KFJB) na trase nově budovaného spojení Vídně a Prahy s dočasnou konečnou stanici v Čerčanech, kam dojel první vlak z Českých Velenic už 3. září 1871. K otevření zbývající trasy, včetně olbramovického nádraží, do Prahy došlo 14. prosince téhož roku po dokončení železničního mostu přes Sázavu v Čerčanech. Ten byl zpočátku provizorně postaven ze dřeva.
Roku 1884 byla KFJB zestátněna a stanici tedy obsluhovaly Císařsko-královské státní dráhy (kkStB), po roce 1918 správu přebraly Československé státní dráhy. Místní dráha Votice - Sedlčany byla zestátněna až roku 1928.
1. října 1894 projekt odbočné trati z Olbramovic společnosti Místní dráha Votice - Sedlčany spojil Votice a 16 kilometrů vzdálené Sedlčany.
Koncem 70. let 20. století byla hlavní trať procházející stanicí elektrizována.

## Popis
Stanicí prochází Čtvrtý železniční koridor, vede tudy dvoukolejná trať. V letech 2009–2013 byla rekonstruována a upravena dle parametrů na koridorové stanice: byla přidána druhá traťová kolej, byla zvýšena průjezdová rychlost stanicí na 160 km/h, vznikla dvě bezbariérová vyvýšená nástupiště. Současně byla do stanice integrována i původně samostatná stanice Votice.